# 馬拉特鎮區 (密歇根州)
馬拉特鎮區（英語：Mullett Township）是位於美國密歇根州希博伊根縣的一個行政鎮區。

## 地方資料
馬拉特鎮區的面積為92.50平方千米，當中陸地面積為49.20平方千米，而水域面積為43.30平方千米。根據2020年美國人口普查的數據，當地共有人口1236人，而人口密度為每平方千米13.36人。